# Marché central de N'Djaména
Le Marché central de N'Djaména, aussi appelé Soukh Kabbir, est un édifice municipal situé face à la grande mosquée Roi Fayçal, entre les quartiers Ambassatna et Gardolé, dans le 3e arrondissement de la capitale tchadienne,,,.